# Dermestes nidum
Dermestes nidum är en skalbaggsart som beskrevs av Gilbert John Arrow 1915. Dermestes nidum ingår i släktet Dermestes och familjen ängrar. Inga underarter finns listade i Catalogue of Life.